# Steyr Elite
Das Steyr Elite ist die militärische Version des Repetiergewehrs Steyr-Mannlicher Scout der österreichischen Firma Steyr Mannlicher.

## Technische Daten
- Erhältlich in den Kalibern .223 Rem., .308 Win. und 7-mm-08 Rem. auf Anfrage.
- Eine Gesamtlänge von 1.070 mm bzw. 1.090 mm (einige cm größer als das Scout).
- Die Lauflänge liegt bei 570 mm.
- 4,25 kg Gewicht, ohne Magazin im Kaliber .308 Win.
- 2 Stück 5-Schuss-Standardmagazine.

## Ausführung
Für eine möglichst gute Anpassung der Auflage ist sowohl die Backe höhenverstellbar als auch die Schaftkappe an die individuellen Bedürfnisse des Schützen anpassbar. Durch diese Extras erklärt sich das Gewicht von etwa 4,4 kg bzw. 4,25 kg, das etwa 1 kg über dem des Scout liegt.
Wie bei dem Scout lassen sich die vorderen Kunststoff-Schaftkappen (in allen Versionen schwarz) ausklappen und sind somit als Zweibein verwendbar. 
Das Steyr Elite besitzt keine eigene Visierung, dafür weist der Schaft an der Oberseite eine durchgehende Picatinny-Schiene auf.

## Magazin
Das 5-Schuss-Standardmagazin kann bei Bedarf durch das Anbringen eines Verlängerungsadapters (genannt „High-Capacity-Kit“) durch ein 10-Schuss-Magazin ersetzt werden. Der Hinterschaft kann außerdem noch ein Reservemagazin mit 5 bzw. 10 Schuss aufnehmen. Der Schütze kann somit bis zu 20 Schuss an der Waffe mitführen.